# Assemblées romaines
 (mai 2012).
 (mai 2012).
À Rome, les assemblées du Peuple exercent principalement deux fonctions : adopter les lois et élire les magistrats. 
Le fonctionnement d'une assemblée du Peuple est étroitement contrôlé par le  magistrat qui la préside en application de règles religieuses et juridiques issues de la tradition ancestrale et complétées par des textes legislatifs. En l'absence de constitution formelle, de simples lois peuvent modifier les règles applicables. 
Ces assemblées fonctionnent sur la base de la démocratie directe, puisque tous les citoyens, et non des représentants élus, y votent, mais leur composition complexe tend à limiter l'égalité entre les citoyens et àdonner la prééminence aux plus fortunés. 
Dans le système romain, les lois sont votées (et les magistrats élus)  par des curies (comices curiates), tribus (comices tributes) et centuries (comices centuriates). 
Cette segmentation du corps électoral correspond à des critères censitaires dans le cas des comices centuriates et géographiques dans le cas des comices tributes, dans tous les cas elle restreint l'autonomie de ces assemblées. Aucune de ses assemblées n'a l'initiative ou le contrôle de ses réunions, pas plus qu'elles ne peuvent discuter ou amender les projets de loi qui leur sont soumis. Enfin ce n'est que dans les années 130 av. J.-C. que la pratique du vote secret y est introduite.
Quand la ville de Rome est fondée (traditionnellement datée de 753 av. J.-C.), un Sénat et une assemblée, les comices curiates, auraient été créés par Romulus. Les comices curiates auraient été la principale assemblée législative sous l’ère de la Monarchie romaine. Alors que son rôle principal aurait été d’élire les nouveaux rois, elle aurait  possédé aussi des pouvoirs législatifs rudimentaires. Peu après la fondation de la République romaine (traditionnellement datée de 509 av. J.-C.), la principale autorité législative aurait ete transférée à deux nouvelles assemblées, les comices tributes (« assemblée des citoyens ») et les comices centuriates (« assemblée de l’armée »). 
Finalement, à partir de l'époque des Gracques, la plupart des procédures législatives reviennent au concile plébéien, c'est-à-dire aux comices tributes convoqués par un tribun de la plèbe et d'où sont exclus les patriciens. En définitive, c’est le concile plébéien qui perturbe l’équilibre entre le Sénat, les Comices et les  magistrats. Cela mène à la chute de la République et à l’instauration de l’Empire romain en 27 av. J.-C. Sous l’Empire, les pouvoirs que détiennent les assemblées perdent leur dernière apparence de puissance politique, les citoyens continuant à se rassembler à des fins d’organisation. Cependant, les assemblées sont finalement abandonnées.

## Assemblées sous la royauté
Sous la royauté, la Tradition affirme que le Peuple était divisé en unités appelées « curie » (curia). Les trente curies sont organisées pour ressembler à la répartition ethnique de Rome sous les rois. 
Les comices curiates, possèdent théoriquement quelques pouvoirs législatifs et électoraux. Les citoyens de Rome ne votent pas individuellement dans les comices curiates puisqu'ils sont divisés en trente curies, et votent dans chaque curie. La majorité des voix dans chacune des trente curies détermine l’unique voix de la curie entière dans l’assemblée.

### Comices curiates
Les comices curiates sont la seule assemblée populaire ayant la moindre signification politique durant la période de la Monarchie romaine. Elles sont organisées sur la base des trente curies. Le roi préside l’assemblée et y soumet des décrets pour leurs ratifications. Un interrex la préside durant les périodes d’intérim entre deux rois (l’interregnum), et ainsi pour l’élection d’un nouveau roi.
Cette assemblée peut se réunir pour quatre raisons : l’élection d’un nouveau roi, prendre connaissance des annonces, écouter un appel et voter les décisions législatives.
- après la mort du roi, l’interrex choisit un candidat à la succession[4]. Après que les prétendants ont reçu l’approbation du Sénat, l’interrex tient les élections officielles devant les comices curiates. Après que celle-ci l’a élu, le Sénat ratifie l’élection.
- deux fois par mois (pour les calendes et les nones), cette assemblée se réunit pour prendre connaissance des annonces[3]. Celles-ci concernent généralement le calendrier.
- les appels entendus par l’assemblée traitent souvent de questions concernant les gentes (« familles »)[5]. L’assemblée détient alors les pouvoirs d’un tribunal. Pendant deux jours fixés au printemps, l’assemblée se réunit au sujet des vœux et adoptions (adrogatio)[3]. Toutes les autres réunions se font si besoin est[3]. L’assemblée gère la plupart du temps ces divers problèmes sous la présidence du pontifex maximus[2].
- elle est responsable de la ratification des lois et (théoriquement) de l’élection du roi. Mais l’assemblée n’a en fait aucun réel pouvoir décisionnel.

### Comices calates
Les comices calates (« assemblée calate ») sont la plus vieille des assemblées romaines. On en sait très peu à son sujet. Comme les comices curiates, les comices calates sont organisées sur la base des trente curies. Le but de cette assemblée est de décider des diverses affaires religieuses (telles que l’intronisation des prêtres et la sélection des futures vestales). Le pontifex maximus préside cette assemblée.

## Assemblées législatives de la République romaine

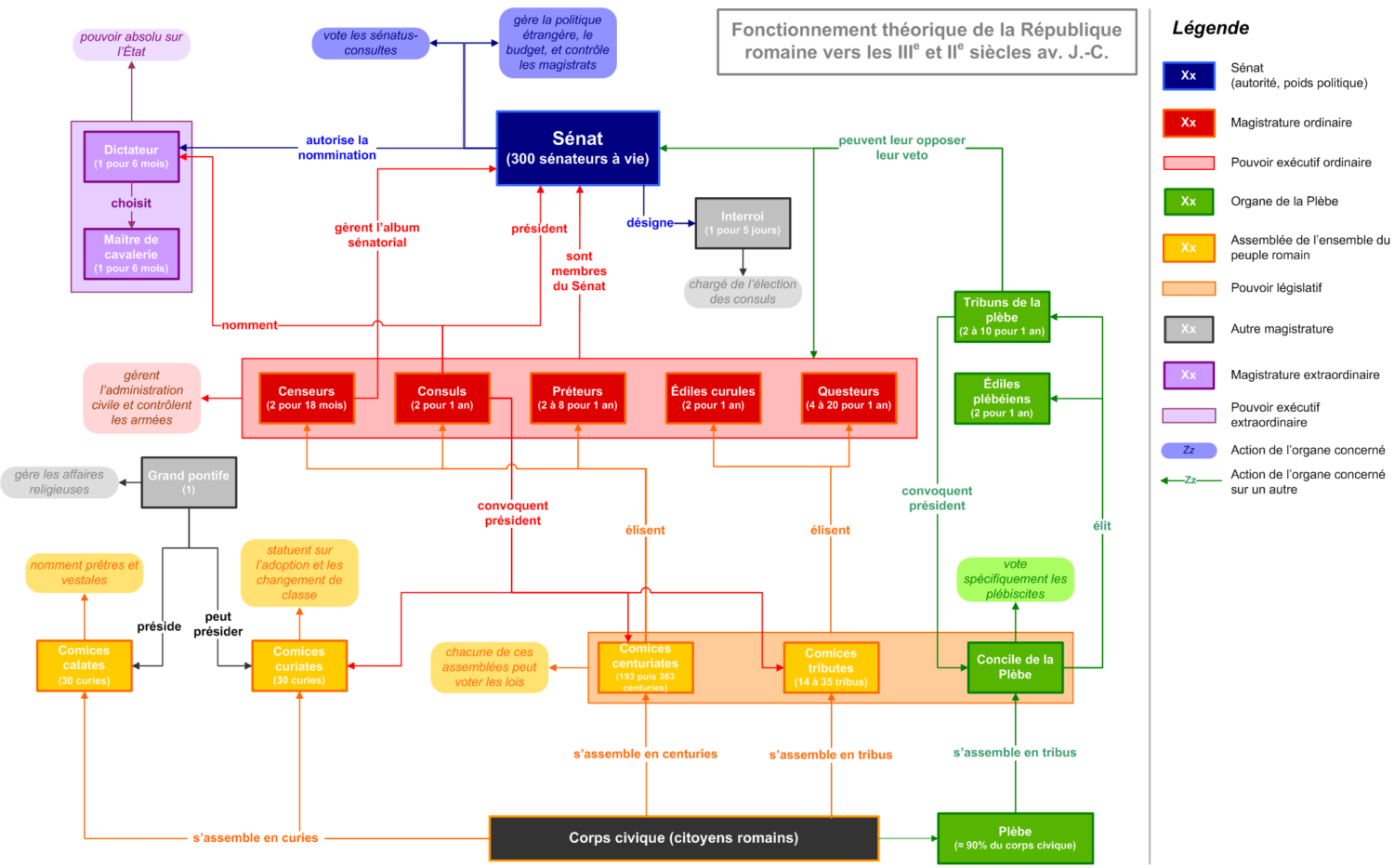
Fonctionnement théorique de la République romaine vers les

Il existe deux types d’assemblées romaines : les comices (comitia) et les conciles (concilium).
Les comices sont les assemblées de tous les citoyens (populus Romanus ou peuple de Rome). Les comices sont utilisés à des fins officielles comme la ratification des lois. Les décisions des comices s’appliquent à tous les membres de ces comices (c'est-à-dire à tout le peuple de Rome).
Le second type d’assemblées, les conciles, sont des forums (fora) où des groupes spécifiques de citoyens se réunissent dans un but officiel (ratification des lois). Par exemple, le concile plébéien (concilium plebis) est un concile où se réunissent les plébéiens. Les décisions d’un concile s’appliquent aux membres du concile considéré. C’est pourquoi, par exemple, les décisions prises par le concile plébéien (« plébiscites ») ne s’appliquent à l’origine qu’aux seuls plébéiens.
Au contraire des comices et des conciles, une conventio est un forum à caractère officieux où les Romains peuvent se réunir pour écouter un discours politique. Les citoyens ordinaires peuvent seulement s’exprimer devant ce genre d’assemblée (et non devant une comice ou un concile). Ces conventiones sont de simples réunions plutôt qu’un moyen permettant de légiférer. En fait, les votants se rassemblent d’abord en conventiones pour entendre chaque discours puis se réunissent en comices ou conciles afin de voter de façon effective.
Avant que chaque réunion ne commence, les auspices (une recherche de présages envoyés par les dieux) doivent être pris. Le jour de l’assemblée, les électeurs se réunissent en conventio. Pendant tout ce temps, ils peuvent écouter les discours et écouter la lecture de billets par un héraut. Les électeurs sont ensuite amenés à rejoindre leurs centuries, tribus ou curies respectives. Les votes (sous forme de cailloux ou de billets manuscrits) sont collectés, comptés et le résultat est apporté au magistrat qui préside. Les votes de tous les membres d’une centurie, tribu ou curie ne comptent que pour un vote (c'est-à-dire que, par exemple, les votes des membres de la même centurie ne représentent qu’un seul vote, celui de la majorité au sein de la centurie). Si le processus n’est pas terminé à la tombée de la nuit, les électeurs sont renvoyés sans avoir pris une décision. Le processus est recommencé à nouveau le jour suivant.

### Comices curiates
Durant la première décennie de la République, le peuple de Rome est réparti en trente curies,,. Les curies sont organisées sur la base des gentes (parenté ethnique). En ce temps, les centuries et tribus ne sont pas utilisées à des fins politiques. Les curies se rassemblent dans des buts législatifs, électoraux et judiciaires sous forme de comices curiates, présidées par un consul. Peu après la fondation de la République, les pouvoirs des comices curiates sont transférés aux comices centuriates et aux comices tributes.
Les comices curiates devenus obsolètes restent présidés par un consul. Toute loi ratifiée par cette assemblée peut être bloquée par le veto d’un tribun de la plèbe. L’activité de cette assemblée est dépendante des auspices.

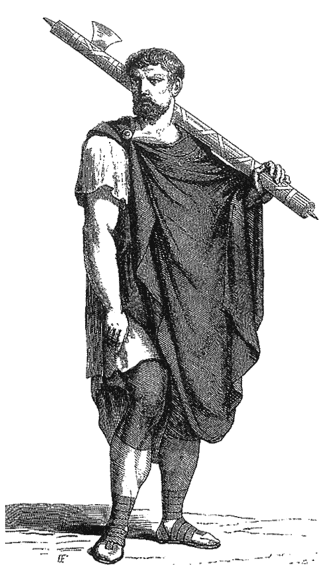
Un licteur, peint par Cesare Vecellio

Après qu’ils sont tombés en désuétude, le principal rôle législatif des comices curiates est de passer la loi annuelle lex curiata de imperio. Théoriquement, cette loi est nécessaire à la ratification des élections des consuls et préteurs, leur transmettant l’imperium. Néanmoins, en pratique, il s’agit plutôt d’une simple cérémonie facultative.
Les curies sont organisées à partir des gentes (ou parenté ethnique, les familles). Par conséquent, bien après que les comices curiates ont perdu une grande partie de leurs pouvoirs politiques, elles conservent la juridiction des problèmes liés aux gentes.
Sous la direction du pontifex maximus, les comices curiates s’occupent des vœux et adoptions. Ils peuvent également introniser certains prêtres et transférer des citoyens des classes patriciennes vers les classes plébéiennes.
À un moment donné, peut-être dès 218 av. J.-C., les trente curies des comices curiates sont abolies et remplacées par trente licteurs.

### Comices centuriates
Pendant toute la République romaine, les citoyens sont répartis en centuries à des fins militaires, et en tribus à des fins civiles. Chacun des deux groupes (centuries et tribus) se rassemble pour des buts législatifs, électoraux et judiciaires. L’assemblée des centuries s’appelle les comices centuriates (comitia centuriata).
Le président des comices centuriates est généralement un consul. Depuis qu’ils élisent les magistrats, on les considère comme ses représentants. Ainsi, les comices centuriates sont présidés par son propre représentant élu.
Les 193 centuries (plus tard on en comptera 373) sont divisées en plusieurs niveaux. Il y a les equites, les pedites et les adjoints non-armés,.
Les equites (la cavalerie) représentent le plus haut grade des soldats montés. Ils sont l’élite de l’armée et ont le grade d’officier. Les equites sont organisés en 18 centuries.
Les 170 centuries de pedites constituent l’infanterie de l’armée romaine. Les pedites sont divisés en cinq classes, chacune de ces cinq classes est elle-même divisée en centuries de iunores (jeunes soldats, 17 à 45 ans) et de seniores (vieux soldats, 46 à 60 ans).
Les soldats non-armés sont répartis dans les cinq dernières centuries. Quatre de ces centuries se composent d’artisans et de musiciens. La cinquième centurie, les proletarii, consiste en soldats ayant peu ou pas de propriété,.
Les comices centuriates sont organisés à l’origine (temps qui remonterait au règne du roi Servius Tullius) d’une manière très aristocratique (organisation servienne). Selon cette organisation, les classes les plus élevées (cavalerie et première classe d’infanterie) contrôlent suffisamment de centuries pour obtenir la majorité à chaque vote. En 241 av. J.-C., une réorganisation de l’assemblée la rend plus démocratique. Sous l’ancien système, il y avait un total de 193 centuries. Sous le nouveau système, on compte 373 centuries. Dorénavant, la majorité ne peut pas être atteinte à coup sûr avant que la troisième classe d'infanterie n’ait commencé à voter.
Les sept classes (une classe de cavalerie, cinq classes d’infanterie et une classe de soldats non-armés) votent par ordre d’ancienneté. Les centuries de chaque classe votent une par une, jusqu’à ce que toute la classe ait voté. Selon Cicéron, l’assemblée est délibérément arrangée de telle sorte que le petit peuple (le plus grand nombre) n’ait que peu de pouvoir. Selon Tite-Live, le but est que chacun puisse voter, mais que le vote des "meilleurs individus" de l’état ait plus de poids.
Ils peuvent promulguer une loi qui donne les pouvoirs de l’imperium aux consuls et préteurs ainsi que les pouvoirs de la censure aux censeurs. De plus, seuls les comices centuriates peuvent élire les consuls, préteurs et censeurs, déclarer une guerre offensive, ou encore valider le cens (recensement des citoyens par classes). Ils servent aussi comme la plus haute cour d’appel dans certains cas de justice (en particulier, les cas punis de la peine capitale). Bien que les comices centuriates aient le pouvoir de ratifier les lois ordinaires, ils ne s’en servent que rarement.

### Comices tributes
Durant la République, les tribus se rassemblent en deux assemblées : le concile plébéien (concilium plebis) et les comices tributes (comitia tributa). En effet, le concile plébéien est l’assemblée des tribus plébéiennes alors que les comices tributes sont l’« assemblée tribale patricio-plébéienne ».
La seule différence entre les deux assemblées réside dans ce que les patriciens ne peuvent voter dans le concile plébéien. Comme les patriciens en sont exclus, le concile plébéien ne représente pas tout le peuple, de sorte que le concile ne peut pas élire de magistrats. Mais le concile plébéien élit ses propres représentants (tribuns de la plèbe et édiles plébéiens).
Le président des comices tributes est généralement un consul. Plusieurs autres magistrats peuvent être présents pendant les réunions, pour servir comme adjoints. Leur principal objectif est d’aider à résoudre les désaccords concernant la procédure. Les comices tributes élisent les questeurs, les édiles curules et les tribuns militaires. Ils ont également le pouvoir d’instruire des cas judiciaires. Bien que les comices tributes aient le pouvoir de promulguer de nouvelles lois, ils ne s’en servent que rarement.
Les comices tributes et le concile plébéien se composent de 35 groupes appelés tribus. Celles-ci ne sont pas basées sur des considérations ethniques ou par liens de parenté mais sur les divisions géographiques. C’est ce qui distingue les tribus des curies. Contrairement aux centuries, l’appartenance à une tribu ne dépend pas de la richesse.

### Concile plébéien
Avant la première sécession de la plèbe (494 av. J.-C.), les plébéiens se réunissent probablement en une assemblée basée sur les curies. Néanmoins, cette assemblée n’a pas de rôle politique jusqu’à la création des magistratures du tribunat et de l’édilité plébéienne, à la suite de la sécession plébéienne. Le tribun commence à présider le concile plébéien peu après 494 av. J.-C. Cette assemblée peut élire à la fois les tribuns et les édiles plébéiens. Elle peut aussi légiférer en votant des plébiscites qui, aux débuts de la République, ne s’appliquent qu’aux seuls plébéiens.
Autour de 471 av. J.-C., le concile plébéien est réorganisé. Il commence à utiliser les tribus, plutôt que les curies, comme base de son organisation. Quand il était organisé par curies (et donc par gentes), les plébéiens étaient dépendants de leurs patrons patriciens. Quand le concile plébéien est passé à une organisation basée sur les tribus (c'est-à-dire dépendant de considération géographique), les plébéiens ont gagné leur indépendance vis-à-vis des patriciens.
À la suite de la ratification de toute une série de lois, dont la principale est la Lex Hortensia de 287 av. J.-C., force de loi est donnée aux résolutions prises par le concile (plebiscites), qui s’appliquent non plus aux seuls plébéiens comme c’était le cas avant, mais à tout le peuple de Rome. À partir de ce moment, la plupart des lois ratifiées proviennent du concile plébéien. Comme le concile n’est composé que de plébéiens, il est beaucoup plus populiste que les comices tributes. Par conséquent, il se trouve en général derrière les réformes controversées (telles que celles lancées par les tribuns Tiberius et Caius Sempronius Gracchus).

## Assemblées législatives de l’Empire romain

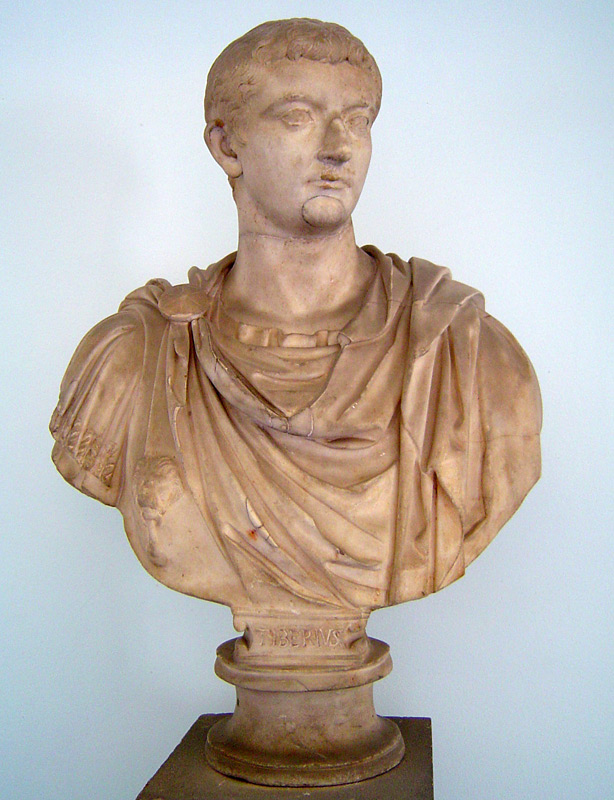
Tibère (14-37), Palerme, Sicile

Sous le règne du deuxième empereur, Tibère, les pouvoirs tenus par les assemblées législatives, ou comices, sont transférés au Sénat.

### Comices centuriates
Sous l’Empire, les soldats continuent à s’organiser par centuries. Cependant, après la chute de la République, les centuries perdent de leur pertinence. La division des comices centuriates en centuries de seniores (vieux soldats) et de iuniores (jeunes soldats) continue bien sous l’empire, ainsi que la classification des centuries basée sur les biens.
La législation n’a jamais été soumise aux comices centuriates impériales. Après l’instauration de l’Empire, tous les pouvoirs judiciaires que détiennent les comices centuriates républicaines sont transférés à des cours de justice indépendantes (quaestiones). Sous l’empereur Tibère, tous les pouvoirs électoraux sont à leur tour transférés au Sénat.
Après que les comices centuriates ont perdu leurs pouvoirs législatifs, judiciaires et électoraux, il ne leur reste aucune autorité. Dès lors, leur seule fonction est d’écouter le renuntiatio. Le renuntiatio est entendu après que le Sénat a "élu" les magistrats. C’est une cérémonie dans laquelle les résultats de l’élection sont lus aux électeurs. Le renuntiatio permet à l’empereur de prétendre que les magistrats sont élus par le peuple souverain.

### Comices tributes
Après la fondation de l’Empire, la division en tribus des citoyens et des affranchis continue. Le seul but politique de cette division est qu’elle permet au Sénat de tenir une liste des citoyens. La division en tribus simplifie aussi le processus de distribution du grain.
Toute législation que l’empereur soumet aux assemblées pour ratification est soumise aux comices tributes.
Sous l’empereur Tibère, les pouvoirs électoraux des comices tributes sont transférés au Sénat. Chaque année, après que le Sénat a "élu" les magistrats annuels, les comices tributes écoutent le renuntiatio. Le renuntiatio sert à la même fonction aux comices tributes que pour les comices centuriates.

### Concile plébéien
Le concile plébéien survit à la chute de la République. Il perd cependant ses pouvoirs législatifs, judiciaires et électoraux au profit du Sénat. En vertu de ses pouvoirs tribuniciens, l’empereur a toujours un contrôle absolu sur le concile plébéien.

### Comices curiates
Après la chute de la République, les comices curiates ne votent plus longtemps la lex curiata de imperio. Ce pouvoir est aussi transféré au Sénat. Après la fondation de l’empire, l’assemblée continue de se composer de trente licteurs. Les seules deux fonctions des comices curiates impériales sont d’être témoins des testaments et de ratifier les adoptions.